# Ліберальна партія (Угорщина)
Ліберальна партія — угорська ліберальна партія в період Австро-Угорської монархії. Заснована 1875 року. Засновником, головою та лідером партії був політик Кальман Тиса, який обіймав посаду прем'єр-міністра Угорщини в 1875—1890 роках. За час свого існування вона виграла всі вибори, крім 1905 року, і керувала країною близько 30 років. Втрата популярності партії призвела до серйозної внутрішньополітичної кризи, яка тривала півтора року, аж до розпуску партії.